# Arnoliseus
Arnoliseus  (лат.) — род аранеоморфных пауков из подсемейства Amycinae в семействе пауков-скакунов (Salticidae). Оба вида данного рода распространены только в Бразилии (Южная Америка).

## Виды
- Arnoliseus calcarifer (Simon, 1902) — Бразилия typus
- Arnoliseus graciosa Braul & Lise, 2002 — Бразилия